# Conclaaf van 1406
Het conclaaf van 1406 vond plaats van 18 tot 30 november 1406 in Rome, en volgde op de dood van paus Innocentius VII op 6 november 1406. Het conclaaf leidde tot de verkiezing van Angelo Correr als paus Gregorius XII. Dit conclaaf viel midden in het Westers Schisma.

## Deelnemende kardinalen
Na het overlijden van paus Innocentius VII kwamen veertien van de achttien kardinalen bijeen om een opvolger te kiezen. De veertien deelnemende kardinalen waren:
- Angelo Acciaioli – Kardinaal-bisschop van Ostia e Velletri, decaan van het College van Kardinalen
- Enrico Minutolo – Kardinaal-bisschop van Frascati
- Antonio Caetani (seniore) – Kardinaal-bisschop van Palestrina
- Angelo d'Anna de Sommariva – Kardinaal-priester van S. Pudenziana
- Corrado Caraccioli – Kardinaal-priester van S. Crisogono
- Angelo Correr – Kardinaal-priester van S. Marco
- Giordano Orsini – Kardinaal-priester van SS. Silvestro e Martino ai Monti
- Giovanni Migliorati – Kardinaal-priester van S. Croce in Gerusalemme
- Antonio Calvi – Kardinaal-priester van S. Prassede
- Landolfo Maramaldo – Kardinaal-diaken van S. Nicola in Carcere Tulliano
- Rinaldo Brancaccio – Kardinaal-diaken van SS. Vito e Modesto
- Oddone Colonna – Kardinaal-diaken van S. Giorgio in Velabro
- Pietro Stefaneschi – Kardinaal-diaken van S. Angelo in Pescheria
- Jean Gilles – Kardinaal-diaken van SS. Cosma e Damiano

Van de vier afwezige kardinalen waren er drie benoemd door paus Innocentius VII en één door paus Bonifatius IX.

## Verloop en nasleep
Voorafgaand aan de verkiezing ondertekenden alle aanwezige kardinalen een capitulatie. Hierin zegden zij toe dat, indien zij tot paus gekozen zouden worden, zij dan bereid zouden zijn om af te treden op voorwaarde dat tegenpaus Benedictus XIII hetzelfde zou doen of zou komen te overlijden. Daarnaast beloofden zij geen nieuwe kardinalen te creëren, tenzij om het aantal op peil te houden, en om binnen drie maanden onderhandelingen te starten met hun rivaal over een ontmoetingsplaats.
Op 30 november 1406 werd kardinaal Angelo Correr unaniem gekozen tot paus. Hij nam hierop de naam Gregorius XII aan. Ondanks zijn hoge leeftijd, vermoedelijk rond de 80 jaar, accepteerde hij de verkiezing. Gregorius XII bleef tot 1415 paus. In een poging het Westers Schisma te beëindigen, trad hij in dat jaar af tijdens het Concilie van Konstanz. Hierdoor werd de weg vrijgemaakt voor de verkiezing van een nieuwe, algemeen erkende paus en de hereniging van de Katholieke Kerk. Besloten werd om geen nieuwe paus te kiezen totdat Gregorius zou zijn overleden. Gregorius XII overleed uiteindelijk op 18 oktober 1417 te Recanati, de plaats waar hij de laatste jaren van zijn leven verbleef.